# العلاقات اليونانية الدومينيكانية
العلاقات اليونانية الدومينيكانية هي العلاقات الثنائية التي تجمع بين اليونان وجمهورية الدومينيكان.

## مقارنة بين البلدين
هذه مقارنة عامة ومرجعية للدولتين:
| وجه المقارنة                                              | اليونان                                                                             | جمهورية الدومينيكان |
| --------------------------------------------------------- | ----------------------------------------------------------------------------------- | ------------------- |
| المساحة (كم2)                                             | 131.96 ألف                                                                          | 48.67 ألف           |
| عدد السكان (نسمة)                                         | 10.76 مليون                                                                         | 10.40 مليون         |
| الكثافة السكانية (ن./كم²)                                 | 81.54                                                                               | 213.68              |
| العاصمة                                                   | أثينا، نافبليو                                                                      | سانتو دومينغو       |
| اللغة الرسمية                                             | لغة يونانية، اليونانية الديموطيقية ‏                                                 | اللغة الإسبانية     |
| العملة                                                    | يورو، دراخما، فينيكس يوناني ‏                                                        | بيزو دومنيكاني      |
| الناتج المحلي الإجمالي (بليون دولار)                      | 200.29 مليار                                                                        | 75.93 مليار         |
| الناتج المحلي الإجمالي (تعادل القوة الشرائية) بليون دولار | 285.45 مليار                                                                        | 149.89 مليار        |
| الناتج المحلي الإجمالي الاسمي للفرد دولار أمريكي          | 18.00 ألف                                                                           | 6.47 ألف            |
| الناتج المحلي الإجمالي للفرد دولار أمريكي                 | 26.85 ألف                                                                           | 13.26 ألف           |
| مؤشر التنمية البشرية                                      | 0.865                                                                               | 0.715               |
| رمز المكالمات الدولي                                      | +30                                                                                 | +1809، +1829، +1849 |
| رمز الإنترنت                                              | .gr                                                                                 | .do                 |
| المنطقة الزمنية                                           | توقيت شرق أوروبا، ت ع م+02:00، ت ع م+03:00، توقيت شرق أوروبا الصيفي ‏، أوروبا/أثينا ‏ | 00                  |

## منظمات دولية مشتركة
يشترك البلدان في عضوية مجموعة من المنظمات الدولية، منها:
| علم المنظمة | اسم المنظمة                        | تاريخ انضمام اليونان | تاريخ انضمام جمهورية الدومينيكان |
| ----------- | ---------------------------------- | -------------------- | -------------------------------- |
|             | المنظمة الهيدروغرافية الدولية      | ?                    | ?                                |
|             | الاتحاد البريدي العالمي            | ?                    | ?                                |
|             | يونسكو                             | 4 نوفمبر 1946        | 4 نوفمبر 1946                    |
|             | البنك الدولي للإنشاء والتعمير      | 27 ديسمبر 1945       | 18 سبتمبر 1961                   |
|             | منظمة التجارة العالمية             | 1995                 | ?                                |
|             | وكالة ضمان الاستثمار متعدد الأطراف | 30 أغسطس 1993        | 7 مارس 1997                      |
|             | منظمة الشرطة الجنائية الدولية      | ?                    | ?                                |
|             | مؤسسة التمويل الدولية              | 26 سبتمبر 1957       | 31 أكتوبر 1961                   |
|             | الأمم المتحدة                      | 25 أكتوبر 1945       | 24 أكتوبر 1945                   |
|             | مؤسسة التنمية الدولية              | 9 يناير 1962         | 16 نوفمبر 1962                   |
|             | منظمة حظر الأسلحة الكيميائية       | ?                    | ?                                |

## وصلات خارجية
- موقع وزارة الخارجية اليونانية